# Lliga neerlandesa de futbol 1907-08
La Lliga neerlandesa de futbol 1907–1908 va ser disputada per disset equips que participaven en dues divisions. El campió nacional seria determinat per un play-off amb els guanyadors de la divisió de futbol oriental i occidental dels Països Baixos. L'HC & CV Quick va guanyar el campionat en vèncer el Koninklijke UD per 4–1 en un partit de desempat.

## Divisions

### Eerste Klasse Est
| Pos | Equipo          | PJ | PG | PE | PP | GF | GC | Pts | DG  | Notas                              |
| --- | --------------- | -- | -- | -- | -- | -- | -- | --- | --- | ---------------------------------- |
| 1   | Koninklijke UD  | 12 | 9  | 2  | 1  | 44 | 15 | 20  | +29 | Classificat al play-off pel títol. |
| 2   | EFC PW 1885     | 12 | 6  | 3  | 3  | 39 | 24 | 15  | +15 |                                    |
| 3   | GVC Wageningen  | 12 | 7  | 1  | 4  | 32 | 24 | 15  | +8  |                                    |
| 4   | AFC Quick 1890  | 12 | 5  | 0  | 7  | 20 | 27 | 10  | -7  |                                    |
| 5   | SBV Vitesse     | 12 | 5  | 0  | 7  | 21 | 33 | 10  | -12 |                                    |
| 6   | RKVV Wilhelmina | 12 | 4  | 1  | 7  | 27 | 38 | 9   | -11 |                                    |
| 7   | Quick Nijmegen  | 12 | 2  | 1  | 9  | 11 | 33 | 5   | -22 | No participa la propera temporada. |

PJ = Partits jugats; PG = Partits guanyats; PE = Partits empatats; PP = Partits perduts; GF = Gols a favor; GC = Gols en contra; Pts = Punts; DG = Diferència de gols

### Eerste Klasse Oest
| Pos | Equip                     | PJ | PG | PE | PP | GF | GC | Pts | DG  | Notes                              |
| --- | ------------------------- | -- | -- | -- | -- | -- | -- | --- | --- | ---------------------------------- |
| 1   | HC & CV Quick             | 18 | 14 | 1  | 3  | 58 | 28 | 29  | +30 | Classificat al play-off pel títol. |
| 2   | HVV Den Haag              | 18 | 11 | 2  | 5  | 43 | 30 | 24  | +13 |                                    |
| 3   | Sparta Rotterdam          | 18 | 8  | 4  | 6  | 49 | 41 | 20  | +8  |                                    |
| 4   | HFC Haarlem               | 18 | 9  | 1  | 8  | 44 | 42 | 19  | +2  |                                    |
| 5   | DFC                       | 18 | 8  | 3  | 7  | 38 | 42 | 19  | -4  |                                    |
| 6   | HBS Craeyenhout           | 18 | 7  | 3  | 8  | 32 | 33 | 17  | -1  |                                    |
| 7   | Ajax Sportsman Combinatie | 18 | 6  | 4  | 8  | 42 | 46 | 16  | -4  |                                    |
| 8   | CVV Velocitas             | 18 | 6  | 2  | 10 | 45 | 52 | 14  | -7  |                                    |
| 9   | Koninklijke HFC           | 18 | 5  | 3  | 10 | 40 | 59 | 13  | -19 |                                    |
| 10  | USV Hercules              | 18 | 2  | 5  | 11 | 27 | 45 | 9   | -18 |                                    |

PJ = Partits jugats; PG = Partits guanyats; PE = Partits empatats; PP = Partits perduts; GF = Gols a favor; GC = Gols en contra; Pts = Punts; DG = Diferència de gols

### Play-off pel campionat
| Equip 1        | Global               | Equip 2       | Anada | Tornada |
| -------------- | -------------------- | ------------- | ----- | ------- |
| Koninklijke UD | una victòria cadascú | HC & CV Quick | 1–1   | 3–3     |

### Repetició
| Equip 1        | Marcador | Equip 2       |
| -------------- | -------- | ------------- |
| Koninklijke UD | 1–4      | HC & CV Quick |

L'HC & CV Quick va guanyar el campionat.